# Xya ancarafantsika
Xya ancarafantsika är en insektsart som beskrevs av Günther, K.K. 1982. Xya ancarafantsika ingår i släktet Xya och familjen Tridactylidae. Inga underarter finns listade i Catalogue of Life.